# Elección legislativa de Francia de 1871
Las elecciones legislativas de Francia de 1871 se realizaron el 8 de febrero de 1871 para elegir la primera legislatura de la Tercera República Francesa, la Asamblea Nacional unicameral. Las elecciones se desarrollaron durante un periodo de crisis en el país, ya que después de la Guerra franco-prusiana, 43 departamentos estaban ocupados por fuerzas Prusias. Como resultado, todas las reuniones públicas fueron prohibidas y la única ciudad en la que se realizó la elección fue en París.
Las leyes electorales permitían a los candidatos a postularse en más de un asiento. Como resultado, varios candidatos fueron elegidos en más de un asiento, con Adolphe Thiers elegido en 86 distritos. Una serie de elecciones paralelas dieron lugar el 2 de julio para la elección de representantes para los 114 asientos vacantes.
La elección resultó en la victoria de los monarquistas (Legitimistas y Orleanistas), aliados al pensamiento del Imperio Alemán, por amplia mayoría.

## Resultados
| Afiliación   | Partido                | Partido | Escaños |
| ------------ | ---------------------- | ------- | ------- |
| Republicanos |                        |         |         |
|              | Republicanos radicales | 38      |         |
|              | Republicanos moderados | 112     |         |
| Derecha      |                        |         |         |
|              | Liberales              | 72      |         |
|              | Orleanistas            | 214     |         |
|              | Bonapartistas          | 20      |         |
|              | Legitimistas           | 182     |         |
| Total        | Total                  | Total   | 675     |

- Datos: Q1961877
- Multimedia: French legislative elections (1871) / Q1961877